# La mañana (Peer Gynt)
«La mañana» (en noruego: Morgenstemning) es una composición parte de Peer Gynt, Op. 23, escrita por Edvard Grieg en 1886 como música incidental del drama del mismo nombre de Henrik Ibsen, e incluida también como el primero de los cuatro movimientos de Peer Gynt Suite n.º 1, Op. 46. La melodía en la pieza alterna entre la flauta travesera y el oboe.

## Ambientación
La pieza retrata la salida del sol durante el Acto IV, Escena 4, del drama de Ibsen, en el cual el héroe epónimo se encuentra extraviado en el desierto marroquí después de que sus compañeros se llevaron su yate y lo abandonaran mientras dormía. La escena empieza con la siguiente descripción:

Comienza a amanecer. Grupo de árboles con acacias y palmeras. Peer [Gynt], subido a un árbol, se defiende con una rama de un tropel de monos.

Como las suites de Peer Gynt sacan sus piezas del contexto original de la obra, «La mañana» no es muy conocida en su ambientación original y las imágenes de los orígenes escandinavos de Grieg surgen en la mente de sus oyentes con más frecuencia que las del desierto para el que fueron escritas.

## Partitura
Escrita en mi mayor, la melodía usa la escala pentatónica y alterna entre flauta travesera y el oboe. Inusualmente, el clímax ocurre temprano en la pieza en el primer forte que significa que el sol se abre paso. El compás es 6
8 y la instrucción de tempo es Allegretto pastorale. Está orquestada para flautas, oboes, clarinetes, fagot, trompas, trompetas, timbales y sección de cuerdas. Una actuación estándar dura unos cuatro minutos.